# Всемирный день мира
«Всеми́рный день ми́ра» (англ. World Day of Peace) или «День всеми́рных моли́тв о ми́ре» — международный праздник, во время которого верующие призывают Бога прекратить все войны и ниспослать людям мир на Земле. Отмечается каждый год, 1 января.

## История всемирного дня мира
«День всемирных молитв о мире» — относительно новый (прежде всего для католиков) праздник, был установлен главой католической церкви Римским Папой Павлом VI 8 декабря 1967 года.
«Прости, и ты обретешь мир» — главный лозунг, под которым проходит «всемирный день мира». В первый день каждого нового года понтифик обращается в своей предпраздничной речи к верующим, обращая их внимание на необходимость каждому внести свой вклад в дело мира.